# کولستریل بنزوآت
کولستریل بنزوآت (به انگلیسی: Cholesteryl benzoate) با فرمول شیمیایی C34H50O2 یک ترکیب شیمیایی با شناسه پاب‌کم 2723613 است. که جرم مولی آن ۴۹۰٫۷۶ گرم بر مول می‌باشد. 